# Benedikt Schiefer
Benedikt Schiefer, né Benedikt Wolfgang Schiefer le 20 juillet 1978 à Rosenheim, est un compositeur de musique et producteur allemand.

## Biographie
Benedikt Schiefer naît le 20 juillet 1978 à Rosenheim. De 1998 à 2004, il étudie la composition auprès de Wilfried Hiller (de) au Richard-Strauss-Konservatorium München (de) de Munich, puis, de 2006 à 2009, avec Georg Friedrich Haas et Erik Oña, au Hochschule für Musik (en) de Bâle, en Suisse. Il suit également des masterclasses de Beat Furrer et de Kevin Volans, ainsi que plusieurs programmes de résidences, notamment à la Cité des Arts à Paris et à la Akademie Schloss Solitude (en) à Stuttgart.
Vivant entre Berlin et la Suisse, Benedikt Schiefer est compositeur et producteur, se produisant dans des concerts sur scène, et collaborant avec des cinéastes et des vidéastes.
Depuis 2006, il consacre son travail à la musique microtonale, au moyen notamment de la musique spectrale .

## Filmographie

### Cinéma
Années 1990
- 1999 : Puls, court-métrage de Christoph Hochhäusler[2].

Années 2000
- 2001 : At the Lake (Am See), court-métrage de Benjamin Heisenberg.
- 2003 : Le Bois lacté (Milchwald) de Christoph Hochhäusler.
- 2003 : Nachtschicht, de Alexander Riedel.
- 2004 : Christmas on Ice (Weihnachten auf Eis), court-métrage de Friederike Jehn.
- 2005 : L'Imposteur (Falscher Bekenner), de Christoph Hochhäusler.
- 2007 : The Rise, court métrage de Nina Fischer et Maroan El Sani.
- 2009 : Séance, segment du film à sketches Fragments d'Allemagne (Deutschland 09 - 13 kurze Filme zur Lage der Nation), de Christoph Hochhäusler.

Années 2010
- 2010 : Sous toi, la ville (Unter dir die Stadt), de Christoph Hochhäusler.
- 2011 : Peak (Peak – Über allen Gipfeln (de)), de Hannes Lang (de).
- 2013 : Away from All Suns! (Fort von allen Sonnen), de Isabella Willinger.
- 2015 : Les Amitiés invisibles (Die Lügen der Sieger), de Christoph Hochhäusler.
- 2015 : Babai, de Visar Morina.
- 2019 : La vie invisible d'Eurídice Gusmão (A Vida Invisível de Eurídice Gusmão) de Karim Aïnouz
- 2019 : Seules les bêtes (film) de Dominik Moll.

### Télévision
- 2005 : Enigma – Eine uneingestandene Liebe (de), téléfilm de Volker Schlöndorff.

## Distinctions

### Récompenses
- 2004 : Festival Premiers Plans d'Angers : Prix de la création musicale pour Le Bois lacté, réalisé par Christoph Hochhäusler.
- 2011 : Giga-Hertz-Preis (de)
- 2012 : Preis der deutschen Filmkritik (en) : Prix de la meilleure musique de film ("Beste Musik") pour Sous toi, la ville, réalisé par Christoph Hochhäusler.